# Айнелькан
Айнелька́н — щитовидный вулкан на Камчатке, является одним из вулканов Срединного хребта. Находится севернее вулкана Шишель. Щитовидная постройка вулкана осложнена древней кальдерой и сложена средне- и верхнеплейстоценовыми базальтами.
Кальдера вулкана состоит из трёх наиболее высоких вершин, соединяющихся на высоте 1533 метра, и нескольких более мелких гор, расположенных по её краям. Кальдера сложена главным образом андезитами, присутствуют многочисленные лавовые потоки. В одном из кратеров вулкана располагается небольшое озерко, а в области лавовых потоков находятся выходы нескольких тёплых источников.
Через две вершины Айнелькана с отметками 1823,9 (Айнелькан Северный) и 1762,8 м проходит граница Усть-Камчатского и Тигильского районов Камчатского края. На 100 м севернее отметки 1823,9 находится точка, лежащая на границе Тигильского, Карагинского и Усть-Камчатского районов.